# Frands Mikkelsen Vogelius
Pour les articles homonymes, voir Vogelius.
Frands Mikkelsen Vogelius, né le 19 août 1640 et mort le 29 novembre 1702, est un prêtre danois.

## Biographie
Il est le fils de Mikkel Christensen (1610-1662) et de Kirsten Christensen (née Frandsdatter) (1614-1640), qui sont prêtres dans la région. On ne sait pas si sa mère Kirsten est morte en couches, mais on dit qu'elle est morte l'année même de sa naissance.